# 여수대로 나들목
여수대로 나들목(麗水大路-, Yeosudaero IC)은 경기도 성남시 중원구 여수동에 설치된 제2경인고속도로의 교차로이자 종점이다. 2017년 9월 27일에 개통되었다. 고속도로 종점에서 여수대로와 직결된다. 건설 당시 가칭은 여수 나들목이었다.

## 연혁
- 2014년 12월 2일 : 2017년 5월 30일까지 성남시 여수대로 확장을 위해 경기도 안양시 만안구 석수동 ~ 성남시 중원구 여수동 21.921km 구간 도로구역 변경[1]
- 2017년 6월 7일 : 여수대로 (성남시 수정구 사송동 ~ 중원구 여수동) 600m 구간 개통[2]
- 2017년 9월 27일 : 제2경인고속도로 안양 ~ 성남 구간 개통과 함께 통행 개시[3]
- 2022년 12월 29일: 제2경인고속도로 화재 폭발 사고가 발생하여 석수 나들목 ~ 여수대로 나들목 구간 운행 중단.
- 2023년 1월 2일: 북의왕 나들목 ~ 여수대로 나들목 구간 운행재개

## 구조물 정보
- 위치: 경기도 성남시 중원구 여수동

## 접속하는 도로
- 여수대로
- 간접 연결 : 국도 제3호선 (성남이천로·성남대로, 성남시청 교차로 이용)